# Broadcast.com
Broadcast.com fue una de las primeras compañías de radio por Internet y medios en streaming. Fue fundada en 1989 como Cameron Audio Networks por Cameron Christopher Jaeb. En 1995, Todd Wagner y Mark Cuban invirtieron en la empresa y asumieron su gestión diaria, renombrándola primero como Audionet y luego, en 1998, como Broadcast.com. En 1999, fue adquirida por Yahoo! en su compra más costosa, lo que convirtió a Mark Cuban en multimillonario.En 2002, el servicio fue descontinuado.
La compañía transmitía en streaming 448 estaciones de radio y 65 canales de televisión, incluyendo cobertura las 24 horas del día de la BBC y CNN. Tenía acuerdos de licencia con 450 equipos deportivos universitarios y profesionales. También ofrecía para transmisión 1,500 películas, 1,600 audiolibros y más de 3,000 álbumes de música.

## Historia
La empresa fue fundada en 1989 como Cameron Audio Networks, en honor a su fundador Cameron Christopher Jaeb, quien recibió una inversión inicial de su padre.Jaeb quería crear una plataforma que permitiera a las personas escuchar partidos deportivos de otras ciudades. La idea original, una radio de onda corta que captara transmisiones dentro de un estadio deportivo, evolucionó hacia un dispositivo portátil que recibiría transmisiones satelitales personalizadas.
Jaeb entonces comenzó a solicitar los derechos para transmitir en vivo por Internet partidos de radio y deportes profesionales, realizando entre 80 y 100 llamadas al día.
En 1994, a través de una clase que tomaba su novia, Jaeb conoció a Todd Wagner, un abogado del bufete Akin Gump Strauss Hauer & Feld.Wagner presentó a Jaeb con Mark Cuban, quien invirtió $10,000 a cambio del 2% de la empresa.Cuban quería escuchar los partidos de baloncesto de su alma mater, la Universidad de Indiana Bloomington.Muchos eran escépticos sobre la utilidad del servicio, ya que solo replicaba lo que ya ofrecía la radio tradicional.
En septiembre de 1995, Cuban y Wagner acordaron un trato por el cual Jaeb conservaba el 10% de la empresa y recibía un salario mensual de $2,500 por trabajo a medio tiempo, mientras que Cuban asumía el control de la compañía, que fue renombrada como AudioNet.com.Al principio, Cuban captaba señales de KLIF (AM) desde su dormitorio y las transmitía por Internet.La empresa se expandió más allá de los eventos deportivos y comenzó a retransmitir las convenciones de nominación presidencial de Estados Unidos y muchos otros eventos.
En 1998, AudioNet fue renombrada como Broadcast.com y en julio de ese mismo año se convirtió en una empresa de capital abierto mediante una oferta pública de venta.El precio de las acciones se disparó un 250 % en su primer día de cotización, estableciendo un récord para una IPO.Tras la salida a bolsa, la empresa alcanzó un valor de $1,000 millones, Mark Cuban tenía un patrimonio de $300 millones y Todd Wagner de $170 millones.
En febrero de 1999, la empresa realizó la primera gran webcast de la historia: el Victoria's Secret Fashion Show, que atrajo a 1.5 millones de espectadores. A pesar de algunos problemas con el video y el sonido que hicieron que los ingenieros tuvieran que improvisar, el evento fue un éxito.
El 1 de abril de 1999, menos de nueve meses después de su salida a bolsa, Yahoo! anunció la adquisición de Broadcast.com, que entonces contaba con 570,000 usuarios.La adquisición se concretó en julio de 1999, cuando Yahoo! emitió 28.6 millones de acciones por un valor de $5,000 millones a cambio de las acciones de Broadcast.com.Cuban vendió la mayor parte de sus acciones de Yahoo! ese mismo año, obteniendo más de $1,000 millones.El fundador Chris Jaeb, cuya participación se había diluido a menos del 1% de la empresa, recibió aproximadamente $50 millones por la venta.
El servicio pasó a formar parte de Yahoo! Broadcast Services.
Yahoo! cerró sus servicios de transmisión, incluyendo Broadcast.com, en 2002.
La compra de Broadcast.com por parte de Yahoo! ha sido catalogada desde entonces como una de las peores adquisiciones en la historia de Internet.